# Gunnera tacueyana
Gunnera tacueyana är en gunneraväxtart som beskrevs av L.E. Mora-osejo. Gunnera tacueyana ingår i släktet gunneror, och familjen gunneraväxter. Inga underarter finns listade.